# جيليان باري فراي
جيليان باري فراي (بالإنجليزية: Jillian Parry Fry)‏ هي متسابقة ملكة الجمال أمريكية، ولدت في 31 يناير 1982 في نيوتاون باكز مقاطعة في الولايات المتحدة.